# Satu Nou (okręg Gałacz)
Satu Nou – wieś w Rumunii, w okręgu Gałacz, w gminie Cosmești. W 2011 roku liczyła 162 mieszkańców.